# AirForce Delta Storm
Airforce Delta Storm, conocido como Airforce Delta II (エアフォース デルタII, Eafōsu Deruta Tsū) en Japón y simplemente como Deadly Skies (al igual que el primer juego) en Europa, es un videojuego de aviones de caza lanzado en 2001 para la Xbox. Es la secuela del juego de Sega Dreamcast Airforce Delta.
También se lanzó otro juego con el mismo nombre en 2002 para la Game Boy Advance. Aunque tengan el mismo nombre, la trama de este juego está basada en el título previo de la serie, Airforce Delta.

## Trama
La historia de Airforce Delta Storm toma lugar entre los años 20X1-20X7 donde la tecnología científica ha alcanzado un nuevo nivel, y la capacidad de curar casi todas las enfermedades humanas se ha vuelto una realidad. Sin embargo, como resultado, la Tierra ha sido sobrepoblada y las necesidades básicas comienzan a escasear. En medio de la creciente epidemia, aquellas naciones altamente industrializadas que no producen suficiente comida para ellas mismas han formado las «Fuerzas Unidas» y utilizan su ventaja militar para tomar tierras agricultoras, mientras que aquellas naciones que se encuentran bajo la amenaza de las Fuerzas Unidas han puesto sus recursos en común para formar las «Fuerzas Aliadas».

## Jugabilidad
La jugabilidad de Airforce Delta Storm es muy similar a la de su predecesor Airforce Delta, el jugador controla varios aviones para enfrentarse a los enemigos y cumplir misiones. Una nueva característica de la secuela es el «mapa mundial» donde el jugador puede mover su aeronave por varios puntos de control y volar hacia una misión. Algunos de estos puntos pueden ser «recapturados» por el enemigo, por lo que el jugador debe contar cuidadosamente cuánto «Rango» tiene su avión; el «Rango» le permite al jugador continuar por el mapa sin ocuparse de las fuerzas enemigas. Cuando el jugador localice la misión en pantalla, volará hacia el ícono de la misión (que será una estructura terrestre o una nave) y lo seleccionará.
Existen tres tipos de controles, que van desde Novato, que permite al jugador empezar el juego sin necesitar aprender cómo controlar el cabeceo y la guiñada, ni cómo hacer un alabeo complejo durante una voltereta en tirabuzón. Existe el Experto, que permite al jugador controlar el cabeceo y la guiñada del avión al igual que el alabeo. Por último, se encuentra el As, que permite al jugador utilizar el freno de aire y las palancas de aceleración luego de soltar los botones de incremento/decremento de velocidad.

## Diferencias
Existen varias diferencias entre el juego y su predecesor Airforce Delta:
- Airforce Delta Storm no permite al jugador elegir el nivel de dificultad.
- El jugador puede elegir el color de la interfaz (pero no puede editarla).
- Airforce Delta Storm no permite al jugador consultar sus estadísticas.

## Recepción
El juego recibió «reseñas medias» en ambas plataformas, de acuerdo al sitio web agregador de reseñas Metacritic. NextGen dijo de la versión de Xbox que «no está mal, pero la verdad es que no hay nada nuevo que ver aquí». En Japón, Famitsu le dio a las versiones de Game Boy Advance y Xbox un puntaje de 29 de 40.